# Бозой (аэропорт)
Бозой — аэропорт местных воздушных линий в Шалкарском районе Актюбинской области Казахстана. Расположен в 1 км юго-западнее посёлка Бозой.
Аэродром Бозой 4 класса, способен принимать самолёты Ан-2, Ан-28, Л-410 и более лёгкие, а также вертолёты всех типов.
В конце 1990-х аэропорт заброшен и с тех пор используется как посадочная площадка для самолётов Ан-2 и вертолётов при проведении авиационных работ.
В 2011 году СМИ сообщили о планах возрождения данного аэропорта. 

## Происшествия
30 декабря 1974 года самолёт Ан-2 Актюбинского объединённого авиаотряда в сложных метеоусловиях столкнулся с радиорелейной мачтой, находящейся в 1,5 км от аэродрома Бозой (КС-10). Самолёт обнаружен висящим на мачте на высоте 85 м, разрушенным и сгоревшим. Оба пилота и неоформленный пассажир при ударе были выброшены из самолета, упали на землю и погибли. Основная причина авиакатастрофы – грубейшее нарушение экипажем требований НПП ГА-71, выразившееся в самовольном вылете в личных целях по непредусмотренному планом и заданием маршруту, без прогноза погоды, взятии на борт постороннего лица, выполнении полета без связи, ниже безопасной высоты, и при метеоусловиях, несоответствующих правилам визуального полёта. 